# Epiphora testouti
Epiphora testouti är en fjärilsart som beskrevs av Pierre Claude Rougeot 1947. Epiphora testouti ingår i släktet Epiphora och familjen påfågelsspinnare. Inga underarter finns listade i Catalogue of Life.